# 柴田洋三郎
柴田 洋三郎（しばた ようさぶろう、1946年4月4日 - ） は、日本の解剖学者、医師。九州大学理事・副学長や、大学入試センター副所長を経て、福岡県立大学理事長・学長。元日本解剖学会理事長。元公立大学協会副会長。

## 人物・経歴
1971年九州大学医学部医学科卒業。1978年九州大学より医学博士の学位を取得。同年シカゴ大学留学。1988年九州大学医学部教授。1997年九州大学副学長。2004年国立大学法人九州大学理事・副学長。2007年日本解剖学会理事長。2010年九州大学名誉教授、独立行政法人大学入試センター副所長・研究統括官。2012年大学入試センター名誉教授、公立大学法人福岡県立大学理事長・学長。2017年公立大学協会副会長。